# 古托-馬里亞京
51°1′48″N 29°25′0″E / 51.03000°N 29.41667°E
古托-馬里亞京（烏克蘭語：Гуто-Мар'ятин），是烏克蘭北部的村莊，隸屬日托米爾州的科羅斯滕區。該村始建於十九世紀，面積0.7平方公里，海拔高度167米，2001年人口147，人口密度每平方公里210人。